# بلدية أبودي، ريو غراندي دو نورتي
بلدية أبودي، ريو غراندي دو نورتي هي بلدية في البرازيل، تتبع ريو غراندي دو نورتي، بلغ عدد سكانها 34٬763  نسمة، في 2010، تبلغ مساحتها 1٬602٫48 كيلومتر مربع.

## الموقع
تشترك في الحدود مع:
- Governador Dix-Sept Rosado [الإنجليزية]‏
- Itaú, Rio Grande do Norte [الإنجليزية]‏
- Felipe Guerra [الإنجليزية]‏.

## أعلام
- لويز داليسون دي سوزا ألفيس